# Бутоньер
Бутоньер (от фр. Boutonnière, букв. петля для пуговицы) — сокращенное выражение вместо opération de la boutonnière — хирургическая операция — уретро-промежностный свищ, т. е. хирургическое перемещение отверстия уретры в область между анусом и мошонкой.
Этот метод применяется в случае отсутствия уретры и невозможности её реконструкции, например, после травмы или полной ампутации полового члена из-за рака, а также использовался в прошлом в случаях приобретенных или врожденных стриктур уретры. Название связано с внешним видом наружного отверстия свища, которое напоминает небольшую петлю для пуговицы.
Метод лечения катаракты, разработанный в XVIII веке, при котором удаляется ядро хрусталика, также называется бутоньерка.